# Александровский сельский совет (Валковский район)
Александровский сельский совет — входит в состав Валковского района Харьковской области Украины.
Административный центр сельского совета находится в селе Александровка.

## История
- 1991 — дата образования.

## Населённые пункты совета
- село Александровка
- село Корсуново
- село Редкодуб
- село Сосновка